# Euthycera stiticaria
Euthycera stiticaria är en tvåvingeart som först beskrevs av Mayer 1953.  Euthycera stiticaria ingår i släktet Euthycera och familjen kärrflugor. Inga underarter finns listade i Catalogue of Life.